# 聖弗朗西斯科區
聖弗蘭西斯科區（西班牙語：Distrito de San Francisco），是巴拿馬的一個行政區，位於該國中西部，由貝拉瓜斯省負責管轄，始建於1855年，面積436.5平方公里，2010年人口9,881，人口密度每平方公里22.64人。
8°30′N 80°55′W / 8.500°N 80.917°W